# Blame It
Blame It è un singolo del cantante e attore statunitense Jamie Foxx, pubblicato nel 2009 e interpretato insieme a T-Pain. Il brano è stato estratto dall'album Intuition.

## Tracce
- Download digitale

1. Blame It (featuring T-Pain) – 4:23

## Video
Nel videoclip del brano, diretto da Hype Williams, appaiono Ron Howard, Forest Whitaker, Jake Gyllenhaal, Samuel L. Jackson, Quincy Jones, Cedric the Entertainer, Morris Chestnut, Clifton Powell, Alex Thomas, DeRay Davis, Joe, Mos Def, Tatyana Ali, Jalen Rose, Bill Bellamy, Ashley Scott, Electrik Red, Dawn Richard, Keshia Knight Pulliam, Garrett Morris e LeToya Luckett.